# Lei è donna
Lei è donna è il trentaquattresimo album del cantante italiano Gianni Celeste, cantato in lingua napoletana, pubblicato nel 2002.

## Tracce
1. Lei è donna
2. Ti amo ti amo
3. Aiaià
4. Egoista
5. Dimme 'a verità
6. Donna innamorata
7. Lei dov'è
8. To...toccami
9. Il primo amore
10. Uomo e donna